# Elisa Ruiz Fernández
Elisa Ruiz Fernández (San Fernando, Cadis, 4 d'octubre de 1939 - Madrid, 20 d'abril de 1995) fou una directora artística i figurinista espanyola que va treballar principalment al món del cinema.
El 1962 es va graduar a l'Escola Superior de Belles Arts de Madrid. Cap el 1960 es va dedicar a la pintura i el dibuix, després d'obtenir una beca de la fundació Juan March al 1966, de manera que va fer exposicions a Madrid, Valladolid, Nova York i Segòvia. Va obtenir alguns premis i algunes obres seves es troben al Museu Municipal de Madrid, al Museu Nacional del Teatre i al Museu Frederic Marès de Barcelona.
El 1963, però, fou contractada per treballar amb Orson Welles a Campanades a mitjanit i com a ajudant de decoració de José Antonio de la Guerra, i des d'aleshores va treballar al cinema i al teatre com a figurinista, cap del departament artístic, i encarregada de decorats i vestuari. El 1972 va obtenir el Premio Nacional de Teatro pel seu treball al Macbeth d'Eugen Ionescu, dirigit per José María Morera. També ha fet decorats per a Televisió Espanyola per a Estudio 1 i la sèrie de televisió Cervantes (1981) i treballà amb Francisco Nieva. El 1975 va obtenir també la Medalla del Cercle d'Escriptors Cinematogràfics als millors decorats i el 1986 fou nominada als Premis Goya pel seu treball en vestuari a Dragon Rapide. Va morir a Madrid el 20 d'abril de 1995 després d'una llarga malaltia.

## Filmografia
- Dragon Rapide (1986)
- Alícia a l'Espanya de les meravelles (1979)
- El secreto inconfesable de un chico bien (1976)
- Libertad provisional (1976)
- Guapa, rica y... especial  (1976)
- Furtivos (1975)
- Furia española (1975)
- La prima Angélica (1974)
- Ana y los lobos (1973)
- Corazón solitario (1973)
- Ceremonia sangrienta (1972)
- Fortunata y Jacinta (pel·lícula) (1970)